# Ewan Stewart
Andrew Ewan Stewart (* 26. August 1957 in Edinburgh, Schottland) ist ein britischer Schauspieler.

## Leben und Karriere
Ewan Stewart ist der Sohn des Entertainers Andy Stewart. 
Stewart besuchte von 1966 bis 1974 die Merchiston Castle School in Edinburgh. Im Jahr 1975 verließ er Schottland und ging nach London. Dort arbeitete er am Theater, im Bereich Drama. Seine erste Rolle als Major hatte er 1979 im Film Im Westen nichts Neues. Eine seiner bekanntesten Rollen war 1997 die des ersten Offiziers William McMaster Murdoch im Film Titanic.
Stewart ist verheiratet mit der englischen Schauspielerin Clare Byam-Shaw und hat zwei Kinder.

## Filmografie (Auswahl)
- 1979: Im Westen nichts Neues (All Quiet on the Western Front)
- 1984: Fluchtpunkt Berlin (Flight to Berlin)
- 1989: Resurrected
- 1989: Der Koch, der Dieb, seine Frau und ihr Liebhaber (The Cook the Thief His Wife & Her Lover)
- 1991: Kafka
- 1995: Rob Roy
- 1997: Titanic
- 1999: Die Akte Romero (The Big Brass Ring)
- 2000: Der Mann der 1000 Wunder (The Miracle Maker – The Story of Jesus)
- 2000: Silent Witness (Fernsehserie, 2 Folgen)
- 2001: Die Wannseekonferenz (Conspiracy)
- 2003: Young Adam – Dunkle Leidenschaft (Young Adam)
- 2009: Walhalla Rising (Valhalla Rising)
- 2013: Der Anwalt des Teufels (The Escape Artist, Fernsehdreiteiler)
- 2017: Vera – Ein ganz spezieller Fall (Vera, Fernsehserie, 1 Folge)